# Peter Finch
Peter Finch (nascut Frederick George Peter Ingle Finch el 28 de setembre de 1916, Londres – 14 de gener de 1977, Beverly Hills) va ser un actor australià d'origen britànic.

## Biografia
Educat a l'Índia, marxa a Austràlia on fa d'actor de teatre. Comença en el cinema a Austràlia.
El 1935 Finch va començar a actuar en algunes obres teatrals i va treballar també a la ràdio. Tres anys després va ser contractat per a la seva primera pel·lícula. Una vegada acabat el rodatge va tornar al teatre, i és descobert per Laurence Olivier que el convida a Londres on interpreta sobretot Shakespeare..
Malgrat l'experiència que Finch ja havia adquirit en la interpretació teatral, tenia una certa por a l'escenari, per la qual cosa es va orientar definitivament cap al cinema. El 1949 va fer la seva primera pel·lícula anglesa. Un any després va debutar a Hollywood, en el film The Miniver Story, encara que fins a 1956 no va arribar la seva gran oportunitat, A Town Like Alice amb la qual aconseguiria la fama. En 1972 va ser nominat a l'Oscar al millor actor pel seu paper de metge jueu homosexual a Diumenge, maleït diumenge.
Va guanyar l'Oscar al millor actor el 1977 per la seva interpretació d'un presentador de televisió que té atacs de bogeria a Network. Finch ja havia mort i el premi el va recollir la seva vídua, Eletha Finch. A Anglaterra Finch havia guanyat cinc premis de l'Acadèmia Britànica del Cinema. Va morir d'un atac al cor quan es trobava en una gira promocional de Network. Finch va estar casat en tres ocasions, dels quals va tenir tres fills. Els dos primers matrimonis van acabar en divorci.

## Filmografia
| Any  | Pel·lícula                                                     | Paper                                  | Notes                                                                                                |
| ---- | -------------------------------------------------------------- | -------------------------------------- | --- |
| 1938 | Dad and Dave Come to Town                                      | Bill Ryan                              | |
| 1939 | Mr. Chedworth Steps Out                                        | Arthur Jacobs                          | |
| 1941 | The Power and the Glory                                        | Frank Miller                           | |
| 1944 | The Rats of Tobruk                                             | Peter Linton                           | |
| 1944 | Red Sky at Morning                                             | Michael                                | |
| 1946 | A Son Is Born                                                  | Paul Graham                            | |
| 1949 | Train of Events                                                | Philip (part: The Actor)               | |
| 1949 | Eureka Stockade                                                | Humffray                               | |
| 1950 | The Miniver Story                                              | Oficial polonès                        | |
| 1950 | The Wooden Horse                                               | Australià en un Hospital               | |
| 1952 | The Story of Robin Hood and His Merrie Men                     | Xèrif de Nottingham                    | |
| 1953 | The Heart of the Matter                                        | Father Rank                            | |
| 1953 | The Story of Gilbert and Sullivan                              | Richard D'Oyly Carte                   | |
| 1954 | Father Brown                                                   | Flambeau                               | |
| 1954 | Elephant Walk                                                  | John Wiley                             | |
| 1954 | Make Me an Offer                                               | Charlie                                | |
| 1955 | Josephine and Men                                              | David Hewer                            | |
| 1955 | Passage Home                                                   | Capità Lucky Ryland                    | |
| 1955 | Simon and Laura                                                | Simon Foster                           | |
| 1955 | The Dark Avenger                                               | Comte De Ville                         | |
| 1956 | La batalla del Riu de la Plata (The Battle of the River Plate) | Capità Langsdorff, Almirall Graff Spee | |
| 1956 | A Town Like Alice                                              | Joe Harman                             | BAFTA al millor actor britànic                                                                       |
| 1957 | Windom's Way                                                   | Alec Windom                            | Nominat − BAFTA al millor actor britànic                                                             |
| 1957 | Robbery Under Arms                                             | Capità Starlight                       | |
| 1957 | The Shiralee                                                   | Jim Macauley                           | |
| 1959 | Història d'una monja                                           | Dr. Fortunati                          | Nominat − BAFTA al millor actor britànic                                                             |
| 1959 | Operation Amsterdam                                            | Jan Smit                               | |
| 1960 | The Trials of Oscar Wilde                                      | Oscar Wilde                            | BAFTA al millor actor britànic                                                                       |
| 1960 | Kidnapped                                                      | Alan Breck Stewart                     | |
| 1961 | No Love for Johnnie                                            | Johnnie Byrne                          | BAFTA al millor actor britànic Os de Plata a la millor interpretació masculina                       |
| 1961 | The Sins of Rachel Cade                                        | Coronel Henry Derode                   | |
| 1962 | I Thank a Fool                                                 | Stephen Dane                           | |
| 1963 | In the Cool of the Day                                         | Murray Logan                           | |
| 1964 | First Men in the Moon                                          | Home de Bailiff                        | no surt als crèdits                                                                                  |
| 1964 | Girl with Green Eyes                                           | Eugene Gaillard                        | |
| 1964 | The Pumpkin Eater                                              | Jake Armitage                          | |
| 1965 | The Flight of the Phoenix                                      | Capità Harris                          | |
| 1966 | 10:30 P.M. Summer                                              | Paul                                   | |
| 1966 | Judith                                                         | Aaron Stein                            | |
| 1967 | Come Spy with Me                                               | Cameo                                  | no surt als crèdits                                                                                  |
| 1967 | Lluny del brogit mundà (Far from the Madding Crowd)            | William Boldwood                       | |
| 1968 | La llegenda de Lylah Clare                                     | Lewis Zarken                           | |
| 1969 | The Greatest Mother of Them All                                | Sean Howard                            | |
| 1969 | The Red Tent                                                   | General Umberto Nobile                 | |
| 1971 | Diumenge, maleït diumenge (Sunday Bloody Sunday)               | Dr. Daniel Hirsh                       | BAFTA al millor actor Nominat − Globus d'Or al millor actor dramàtic Nominat − Oscar al millor actor |
| 1972 | Something to Hide                                              | Harry Field                            | |
| 1973 | England Made Me                                                | Erich Krogh                            | |
| 1973 | Bequest to the Nation                                          | Adm. Lord Horatio Nelson               | |
| 1973 | Horitzons perduts (Lost Horizon)                               | Richard Conway                         | |
| 1974 | L'abdicació (The Abdication))                                  | Cardenal Azzolino                      | |
| 1976 | Network                                                        | Howard Beale                           | Oscar al millor actor BAFTA al millor actor Globus d'Or al millor actor dramàtic                     |
| 1977 | Raid on Entebbe                                                | Yitshaq Rabín                          | Telefilm Nominat − Primetime Emmy al millor actor en especial dramàtic o còmic                       |